# عبد الله مراد (لاعب كرة قدم إماراتي)
عبد الله مراد (مواليد 8 مايو 1990) لاعب كرة قدم إماراتي يجيد اللعب في الهجوم.
لعب سابقاً مع أندية الشباب وحتا و اتحاد كلباء والذيد .

## روابط خارجية
- عبد الله مراد على موقع Soccerway.com (الإنجليزية)